# Пембрук (Мен)
Пембрук (англ. Pembroke) — місто (англ. town) в США, в окрузі Вашингтон штату Мен. Населення — 788 осіб (2020).

## Демографія
Згідно з переписом 2010 року, у місті мешкало 840 осіб у 358 домогосподарствах у складі 236 родин. Було 531 помешкання
Расовий склад населення:
| - 94,9 % — білих - 1,3 % — корінних американців - 0,4 % — азіатів - 0,1 % — чорних або афроамериканців |

До двох чи більше рас належало 3,1 %. Частка іспаномовних становила 1,0 % від усіх жителів.
За віковим діапазоном населення розподілялося таким чином: 20,2 % — особи молодші 18 років, 57,5 % — особи у віці 18—64 років, 22,3 % — особи у віці 65 років та старші. Медіана віку мешканця становила 48,5 року. На 100 осіб жіночої статі у місті припадало 94,9 чоловіків;  на 100 жінок у віці від 18 років та старших — 90,3 чоловіків також старших 18 років.
Середній дохід на одне домашнє господарство  становив 47 821 долар США (медіана — 38 173), а середній дохід на одну сім'ю — 55 624 долари (медіана — 44 408). Медіана доходів становила 52 885 доларів для чоловіків та 43 125 доларів для жінок. За межею бідності перебувало 15,7 % осіб, у тому числі 19,9 % дітей у віці до 18 років та 12,4 % осіб у віці 65 років та старших.
Цивільне працевлаштоване населення становило 328 осіб. Основні галузі зайнятості: освіта, охорона здоров'я та соціальна допомога — 23,8 %, роздрібна торгівля — 14,0 %, публічна адміністрація — 11,9 %, виробництво — 11,0 %.